# Patxaran
Patxaran [patʃa'ɾan] (span.: Pacharán) ist ein Anis-Schlehen-Likör, der seit dem Mittelalter in Navarra weit verbreitet ist. Der Name leitet sich von Basaran ab, einem baskischen Wort für „Schlehe“. Der Likör ist heute in ganz Spanien bekannt und erhältlich, Hauptverbreitungsgebiet bleibt aber Navarra, das Baskenland und Aragonien.

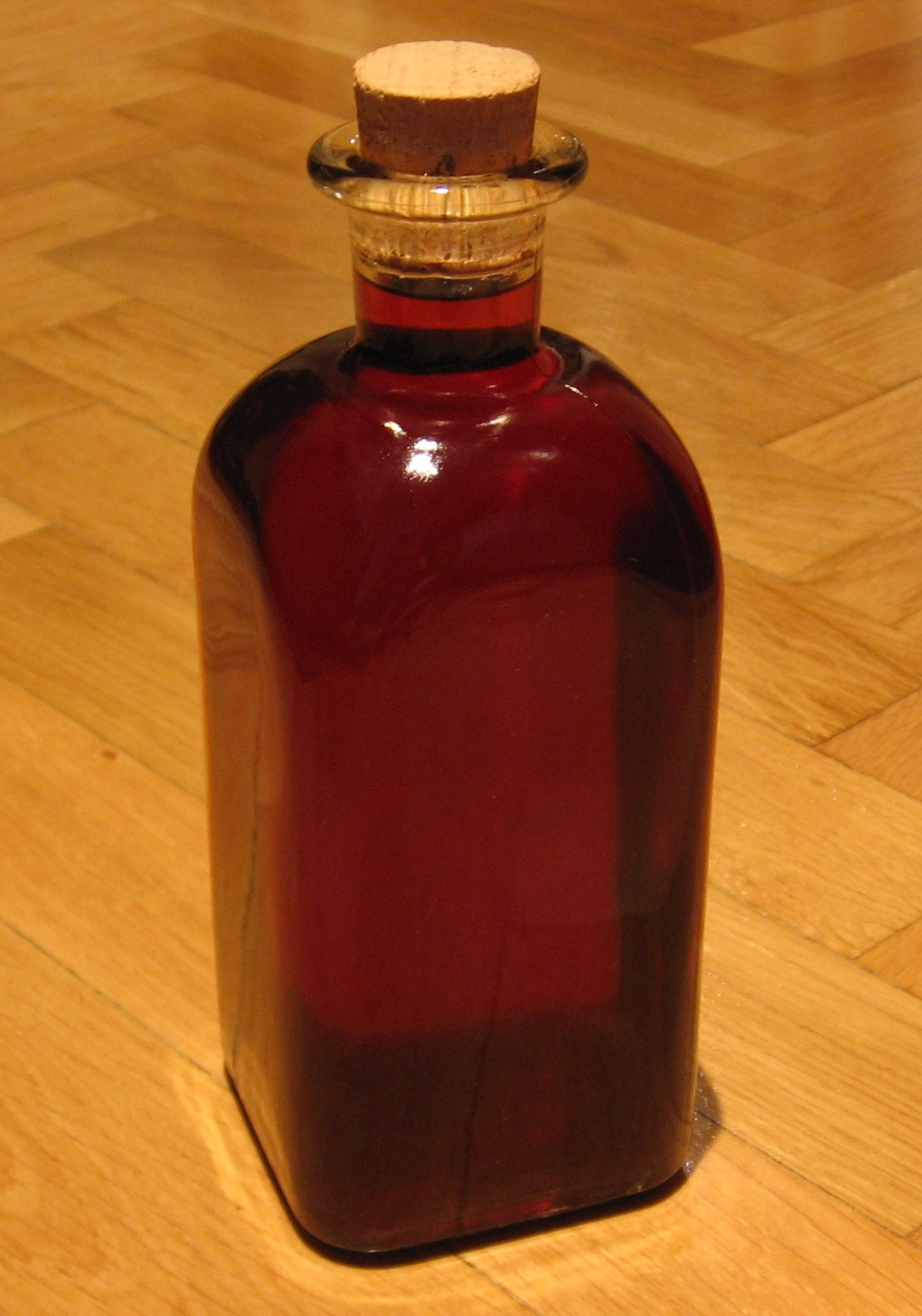
Patxaran

Patxaran ist von rötlicher Farbe, süß und besitzt einen Alkoholgehalt von 25 bis 30 %. Er wird meist nach dem Essen, gekühlt oder mit Eiswürfeln, als Digestif getrunken.

## Geschichte
Patxaran ist in Navarra bis ins 15. Jahrhundert nachzuweisen. So soll im Jahr 1441 die erkrankte Königin Blanka von Navarra im Kloster Santa María de Nieva den Likör als Medizin zu sich genommen haben.
Bis ins 19. Jahrhundert war er jedoch nur im ländlichen Navarra anzutreffen. In den 1950er Jahren wurde er durch die beginnende kommerzielle Herstellung und Vermarktung bekannter. Federführend waren dabei die Familien Velasco (Ambrosio und Jaime) in Viana, die auch die ersten der heute bekannten Patxaran-Marken etablierten.
Ursprünglich wurden auch für den kommerziell hergestellten Likör wildwachsende Schlehen verwendet. Seit ungefähr 1997 werden die Schlehen in Plantagen angebaut, um der verstärkten Nachfrage zu begegnen.
Um den Patxaran aus Navarra nach seiner stärkeren Verbreitung vor Nachahmerprodukten minderer Qualität zu schützen, wurde im Jahre 1988 die Aufsichtsbehörde zur Patxaran-Herstellung der Consejo Regulador del Pacharán Navarro und das Güte- und Herkunftssiegel Denominación de Origen del Pacharán eingerichtet.

## Zubereitung
In Nordspanien ist es immer noch üblich, Patxaran zu Hause zuzubereiten. Dazu werden selbstgepflückte Schlehen mit süßem Anislikör aufgesetzt. Je nach persönlicher Vorliebe werden ein paar Kaffeebohnen oder Zimtstangen hinzugefügt, manchmal wird statt Anislikör auch Tresterbrand (Orujo) verwendet. Der Aufgesetzte zieht sechs Monate mit den Früchten und reift dann weitere drei Monate gefiltert nach.

## Verkehrsbezeichnung
Für den Binnenmarkt der EU bestimmt die EU-Spirituosenverordnung seit 2015, welche mit Schlehen aromatisierte Spirituose so bezeichnet wird, nämlich wenn sie 
- einen vorherrschenden Schlehengeschmack aufweist,
- durch Mazeration von Schlehen (Prunus spinosa) in Ethylalkohol landwirtschaftlichen Ursprungs unter Zusatz von natürlichen Anisextrakten oder Anisdestillaten oder beidem hergestellt wird,
- einen Mindestalkoholgehalt von 25 % vol. hat,
- zur Herstellung eine Mindestmenge von 125 g Schlehen je Liter Fertigerzeugnis verwendet wurde und
- fertig einen Gehalt an süßenden Erzeugnissen, ausgedrückt als Invertzucker, von 80 bis 250 g je Liter hat und
- die sensorischen Eigenschaften, Farbe und Geschmack ausschließlich von den verwendeten Früchten und dem Anis her rühren, je [1].

Der Begriff „Pacharán“ darf dann demnach nur verwendet werden, wenn das Produkt in Spanien hergestellt wird. Ansonsten darf er nur als Ergänzung der rechtlich vorgeschriebenen Bezeichnung „Mit Schlehen aromatisierte Spirituose“ verwendet werden, sofern zugleich klargestellt ist „hergestellt in …“.